# Тумасян Тетяна Аркадіївна
Тетяна Аркадіївна Тумасян — український галерист, куратор. Директор Харківської муніципальної галереї, артдиректор VOVATANYA Gallery. Член Комітету з Національної премії України імені Тараса Шевченка (з грудня 2016). Член журі Фестивалю молодих українських художників, організованого Міністерством культури України,  Мистецьким арсеналом і  Національним художнім музеєм України . Автор ідеї та керівник першого в Україні молодіжного арт-форуму — Фестивалю молодіжних проектів «Non Stop Media». Старший викладач кафедри медіакомунікацій Харківського національного університету імені В. Н. Каразіна.

## Життєпис
Закінчила Харківську державну академію культури у 1983 році. Після закінчення навчання працювала у Харківській державній науковій бібліотеці імені В. Г. Короленка бібліотекаркою, згодом — завідувачкою відділу мистецтв. Була організаторкою творчих зустрічей Бориса Чичибабіна, Володимира Висоцького, Олександра Галича, інших поетів, письменників, діячів мистецтва. 
У 1990 році працює в першій у Харкові і одній з перших в Україні приватних галерей «Вернісаж». В 1993 році при підтримці Центру Сороса пройшла стажування в США за програмою «ArtsLink». В 1994 році пройшла стажування у Великобританії в університеті Уорвік за програмою «Арт-менеджмент та культурна політика». 
У 1996 році стала засновницею, а потім — директоркою «Муніципальної галереї» міста Харків, на той момент першої в Україні. Станом на грудень 2023 працює на цій посаді. Хоча через воєнні обставини Муніципальна галерея працює виключно в режимі онлайн, її директорка продовжує популяризацію українського сучасного мистецтва, організовуючи виставки та перфоманси в різних країнах світу».